# Truppenversorgungsbearbeiter Streitkräfte

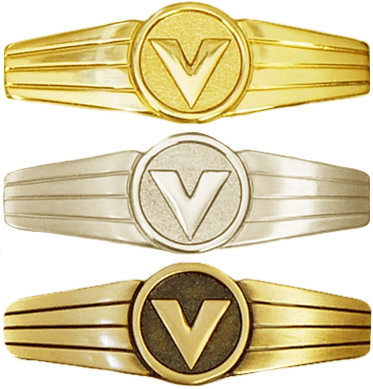
Tätigkeitsabzeichen Versorgungs- und Nachschubpersonal in Gold, Silber und Bronze

Der Truppenversorgungsbearbeiter Streitkräfte (Abkürzung: TrVersBearbr SK, inoffiziell häufig auch TVB, früher: Quartiermeister) ist der Führer der Nachschubdienste in einem Verband (Bataillon oder vergleichbar) der Bundeswehr. Er „lenkt“ den Nachschub in seinem Verband.

## Einsatzgebiete und Tätigkeiten
Auf der Verbandsebene ist der TrVersBearb SK Angehöriger der Abteilung S 4 des Stabes und verantwortlich für:
- die Bewirtschaftung von Mengenverbrauchsgütern (MVG), wie Munition, Betriebsstoff und Verpflegung,
- die fachliche Beratung für alle Fragen der Materialbewirtschaftung und
- die Ausbildung des Personals der Nachschubdienste im Verband.

TrVersBearb SK werden darüber hinaus in Brigade- und Kommandostäben eingesetzt sowie in Unterstützungsgruppen der Materialbewirtschaftung (ehemals Prüfgruppen nach § 78 BHO).
Der TrVersBearb SK gehört zur Dienstgradgruppe der Unteroffiziere mit Portepee. Er trägt das Tätigkeitsabzeichen „Versorgungs- und Nachschubpersonal“.
Vorgesetzte des TrVersBearb SK sind i. d. R. fachlich der Versorgungsoffizier (VersOffz) bzw. Truppenversorgungsstabsoffizier Streitkräfte (TrVersStOffz SK) und disziplinar der Stabszugführer.

## Ausbildung
Die Ausbildung zum TrVersBearb SK beinhaltet immer auch die Ausbildung zum Materialbewirtschaftungsfeldwebel oder Materialdispositionsfeldwebel sowie den Lehrgang des Zugführers der Nachschubdienste an der Logistikschule der Bundeswehr in Garlstedt.

## Geschichte
Die Bezeichnung Streitkräfte (SK) führt der TrVersBearbr seit 2009. Mit der Einführung von Standard-Anwendungs-Software-Produkt-Familien (SASPF) von SAP im Bereich der Materialbewirtschaftung, ist die Bezeichnung TrVersBearb SK für die Teilstreitkräfte Heer und Luftwaffe sowie für die Militärischen Organisationsbereiche Streitkräftebasis, Zentraler Sanitätsdienst und Cyber- und Informationsraum gültig. In der Teilstreitkraft Marine lautet die Bezeichnung Truppenversorgungsbootsmann (TrVersBtsm).
Umgangssprachlich wird oftmals die Abkürzung „TVB“ verwendet, die jedoch nicht in der Zentralen Dienstvorschrift A-425/3 „Abkürzungsmanagement“ (ehemals ZDv 64/10 „Abkürzungen für den Gebrauch in der Bundeswehr“) und in der „Datenbank für Abkürzungen in der Bundeswehr“ (DBAbkBw) aufgeführt ist.